# Ploskovice
Ploskovice (německy Ploschkowitz) jsou obec v okrese Litoměřice v Ústeckém kraji. Nachází se zhruba 5,5 kilometru severovýchodně od Litoměřic. Žije v ní 464 obyvatel. Obec je známá svým zámkem z let 1720–1730.

## Historie
První písemná zmínka o obci pochází z roku 1057. Ploskovice byly zmíněny v nejstarší souvislé české větě, kterou někdo připsal k latinské zakládací listině litoměřické kapituly, původně z let 1057 až 1058. Přípisek je z počátku 13. století.
| „                                              | Pavel dal jest Ploskovicích zemu, Vlach dal jest Dolás zemu bogu i sviatému Ščepánu se dvěma dušníkoma, Bogučeja a Sedlatu. | “ |
| — Transkripce původního primitivního pravopisu | |   |

Ploskovice koncem 12. století patřily zámožnému šlechtici Hroznatovi. Roku 1188 je ale daroval řádu johanitů v Praze, kteří si zde postavili opevněné sídlo, komendu. Během husitských válek, v roce 1424, Ploskovice obsadil rytíř Ješek. V roce 1436 král Zikmund Lucemburský Ploskovice zastavil bývalému husitskému hejtmanovi Jakoubkovi z Vřesovic. Ten je roku 1440 vyměnil s Rydkéři z Polenska za hrad Kyšperk. Již před roku 1456 johanité vesnici vyplatili, ale sami ji pak zastavovali.
V druhé polovině 15. století sem přišel Adam z Drahonic, který roku 1483 vyhlásil nové roboty. Ty vedly 13. července 1496 k povstání poddaných, kteří dobyli tvrz a pána donutili k jejich propuštění ze své moci. Poddanství pak nabídli Daliborovi z Kozojed, který se panství ujal. Zemští hejtmané ale jeho čin odsoudili, v roce 1497 vyhlásili na Litoměřicku brannou hotovost a tvrz dobyli. Dalibor byl zajat, uvězněn v čerstvě postavené věži nad Jelením příkopem na Pražském hradě a 13. března 1498 popraven.
Po roce 1539 Johanité prodali Ploskovice do dědičného vlastnictví rodu Trčků. Původní komenda byla upravena na tvrz a ta byla přestavěna renesančně, barokně a počátkem 19. století zbořena. Mezi lety 1720-1725 nechala v sousedství starého zámku postavit nový zámek Marie Anna Františka, rozená vévodkyně sasko-lauenburská. 

## Obyvatelstvo
|                                                                      | 1869 | 1880 | 1890 | 1900 | 1910 | 1921 | 1930 | 1950 | 1961 | 1970 | 1980 | 1991 | 2001 | 2011 |
| -------------------------------------------------------------------- | ---- | ---- | ---- | ---- | ---- | ---- | ---- | ---- | ---- | ---- | ---- | ---- | ---- | ---- |
| Obyvatelé                                                            | 290  | 408  | 388  | 407  | 528  | 519  | 513  | 369  | 419  | 346  | 315  | 264  | 249  | 262  |
| Domy                                                                 | 45   | 47   | 48   | 47   | 53   | 54   | 54   | 58   | 87   | 51   | 57   | 58   | 69   | 77   |
| Data z roku 1961 zahrnují i domy místních částí Těchobuzice a Vinné. |      |      |      |      |      |      |      |      |      |      |      |      |      |      |

## Části obce
- Ploskovice
- Maškovice – 1 km západně
- Těchobuzice – 1 km severně
- Starý Mlýnec – 4 km severovýchodně
- Vinné – 3 km severně

## Doprava
Železniční stanice na trati z Lovosic do České Lípy, patrně jen díky zdejšímu zámku patřícímu habsburské panovnické rodině má toto nádražíčko velmi mohutnou nádražní budovu.
Osamělá nádražní budova vzdálená přibližně 1,3 kilometru od Ploskovic působí v ploché bezlesé krajině impozantně. Ploskovice byly významným centrem chmelařské oblasti a v obci a v nejbližším okolí (Velký Újezd, Býčkovice) nalézaly obživu stovky sezónních pracovníků. Němým pozůstatkem časů prosperity je dnes již zaniklá dřevěná skladištní budova, kterou připomíná rozpadající se kamenná rampa.

## Pamětihodnosti
- Sloup se sousoším Panny Marie a dvou soch
- Zámek Ploskovice
- Dům čp. 6

## Rodáci
- Josef Hoser (1770–1848), lékař, botanik, zeměpisec, národopisec, sběratel a mecenáš umění
- Václav Pilát (1899 –1979), vojenský pilot

## Galerie

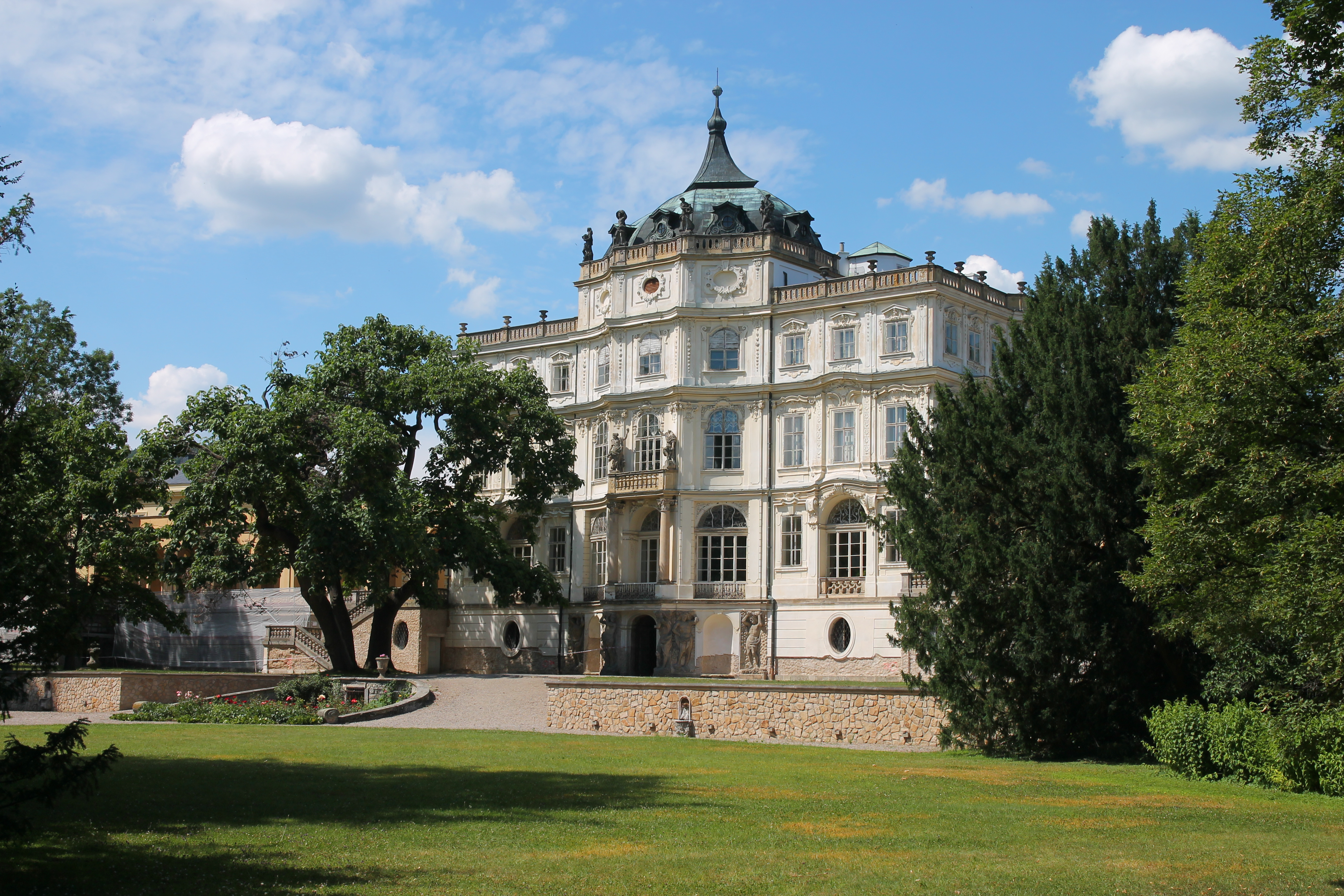
Zámek Ploskovice
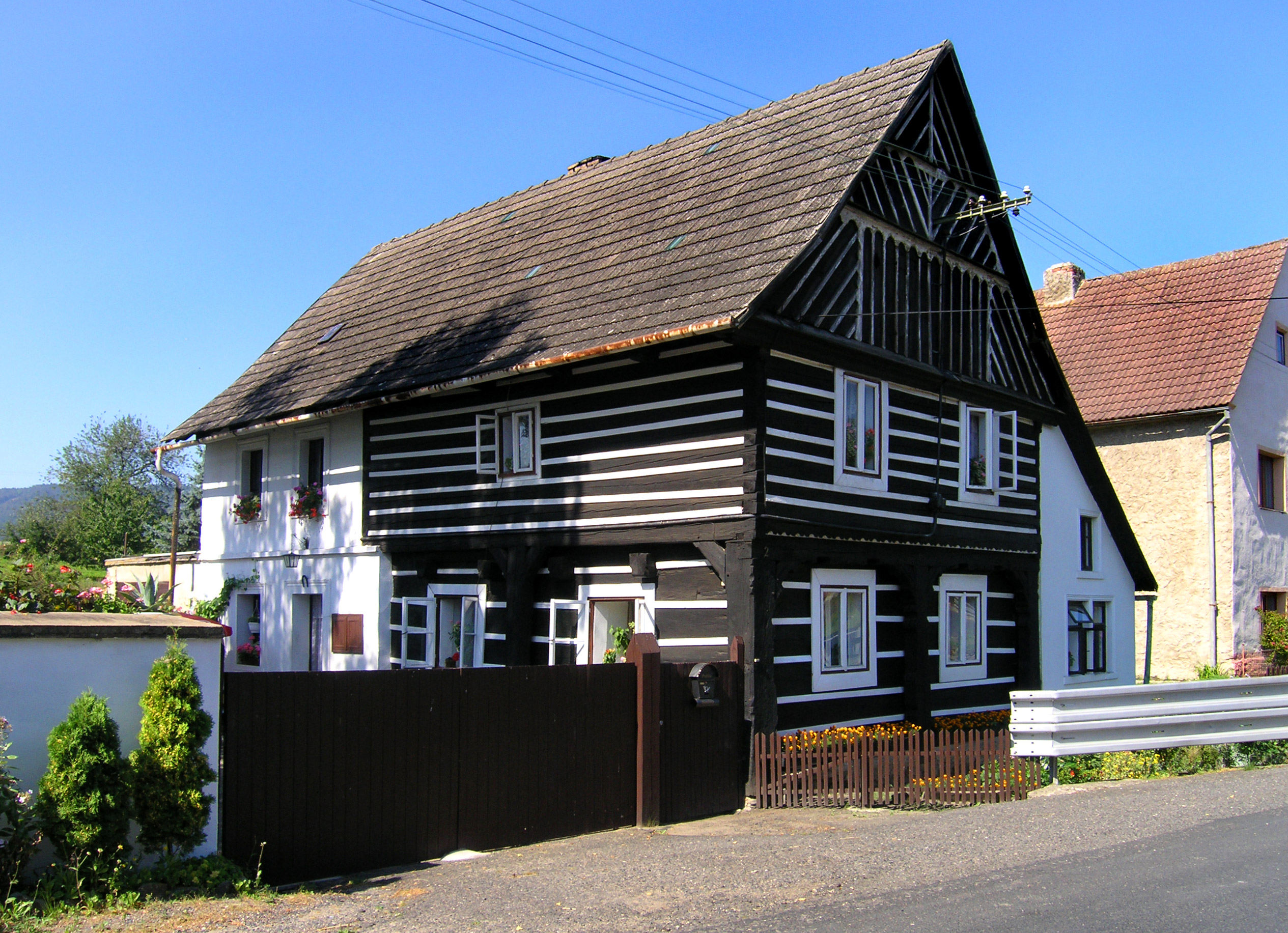
Dřevěná chalupa ve Vinném, části Ploskovic
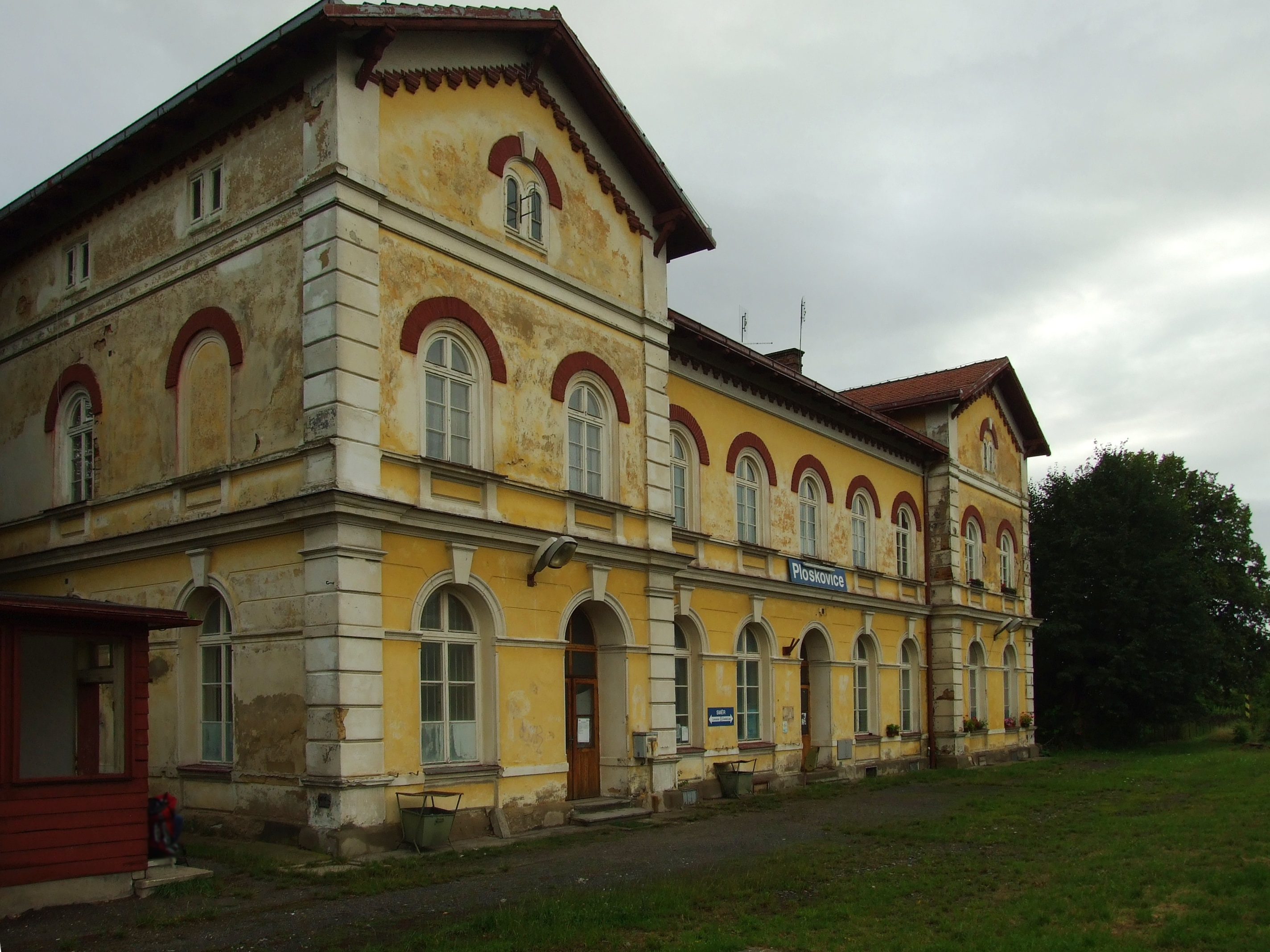
Ploskovické nádraží
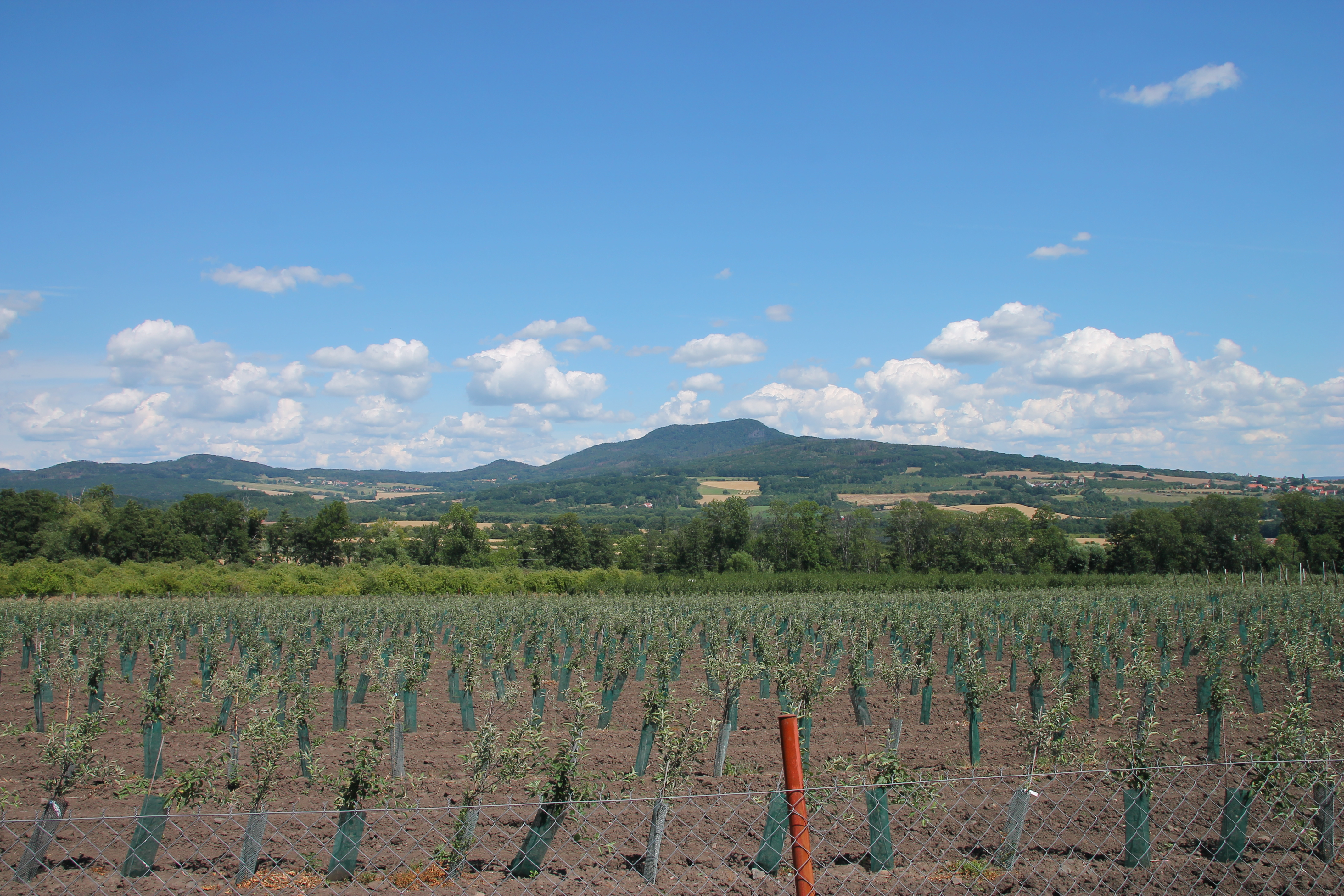
Ovocné sady v okolí, v pozadí vrch Sedlo